# 赣州黄金机场
赣州黄金机场位於江西省赣州市南康区凤岗镇，是一個國內民用機場。

## 歷史

### 南外机场
赣州机场最早叫南外机场，位于当时的南门外大校场（今江西气压厂厂址）。机场于1930年开始修建，是当时国民党政府出于政治和军事需要而修建的。1932年建成，主要用于军事和赣南的钨砂外运，也曾起降过飞往重庆的班机。1936年机场迁至黄金机场。
1938年，南外机场遭到日本飞机空袭而被彻底破坏并废弃。

### 老黄金机场

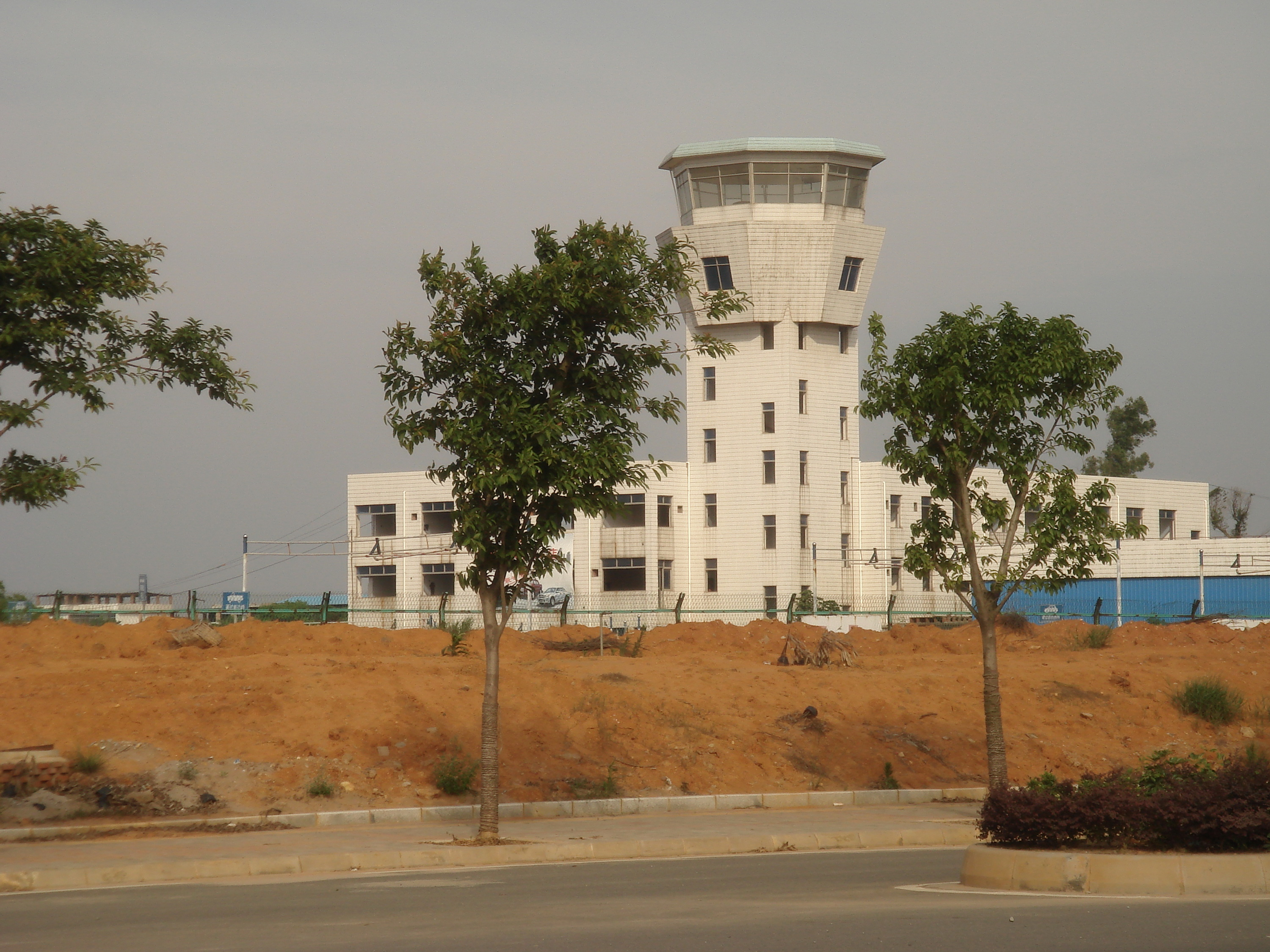
老黄金机场的航站楼

老黄金机场位于赣州中心城区水南新区（坐标25°49′36″N 114°54′46″E / 25.82667°N 114.91278°E），因地处黄金村而得名。机场始建于1936年。1937年建成碎石铺垫的主跑道长1200米和副跑道长900米。两条跑道均为40米宽及32厘米厚。机场当时主要用于军事用途，但也有民用航班飞往当时的陪都重庆。
在二战期间，美国空军第十四航空队作为支持中国抗战的一部分把此机场作为照相侦察基地。美军从赣州机场驾驶带有测图摄影机而无武器装备的P-38闪电式战斗机飞往被日军控制的地区去获取情报。此机场还是很多P-51战斗机和B-25米切尔型轰炸机的临时基地。此外大量钨砂也从这里空运至美国旧金山，为国民党政府换来了大量军火。但后来侵华日军的战场延至赣州，机场也成了日军的首要攻击目标。在1938年原南外机场被日机彻底破坏后，黄金机场也遭受日军的轰炸。特别是1945年轰炸得特别厉害，跑道上布满了弹坑，机场基本上陷于瘫痪。美军在战争末期1945年9月关闭了他们在机场里的设施。
1959年10月改建修复主跑道，并加宽了10米。机场在同年11月13日对民用航空开放。但后来又几经停航。
1987年7月开始扩建机场，1988年7月10日竣工完成一起扩建。建成长1600米、宽30米和厚22厘米的混凝土结构跑道，可供BAE-146以下机型起降，达到3C级标准。在1988年10月10日至1992年5月30日期间，机场共开通了到南昌和广州的航线。
1992年7月16日开始了机场二期扩建。跑道加长至2200米，并扩宽到45米，厚度达到25厘米。新建全套助航灯光和仪表着落系统及地面通信、消防救援、航行气象等设备。1996年项目竣工，达到4C级标准。经过这两次扩建后，机场占地1764亩，跑道成南北走向。停机坪面积达到14400平方米，可停放C类飞机两架、B类飞机两架，适合B737型（减载）及以下飞机起降。
管理形式上在1961至1969年间机场隶属于民航上海管理局江西省局管理。1970年至1981年8月隶属于中国人民解放军空军第八军管辖。1981年9月起复归江西省民航局管理。2003年机场加入新组建的江西省机场集团公司，成为集团下属分公司，同年随江西省机场集团公司一起并入首都机场集团公司。
名称上1959年4月开始使用中国民用航空赣州站的企业名称，2001年7月名称变更为民航赣州黄金机场。2005年8月正式启用江西省机场集团公司赣州机场分公司的企业名称。
2008年3月25日，最后一班前往厦门的MU2993航班飞离机场，所有的机场服务转移至新修建的赣州黄金机场后，此机场被永久关闭。之后机场也被拆除。

### 新黄金机场

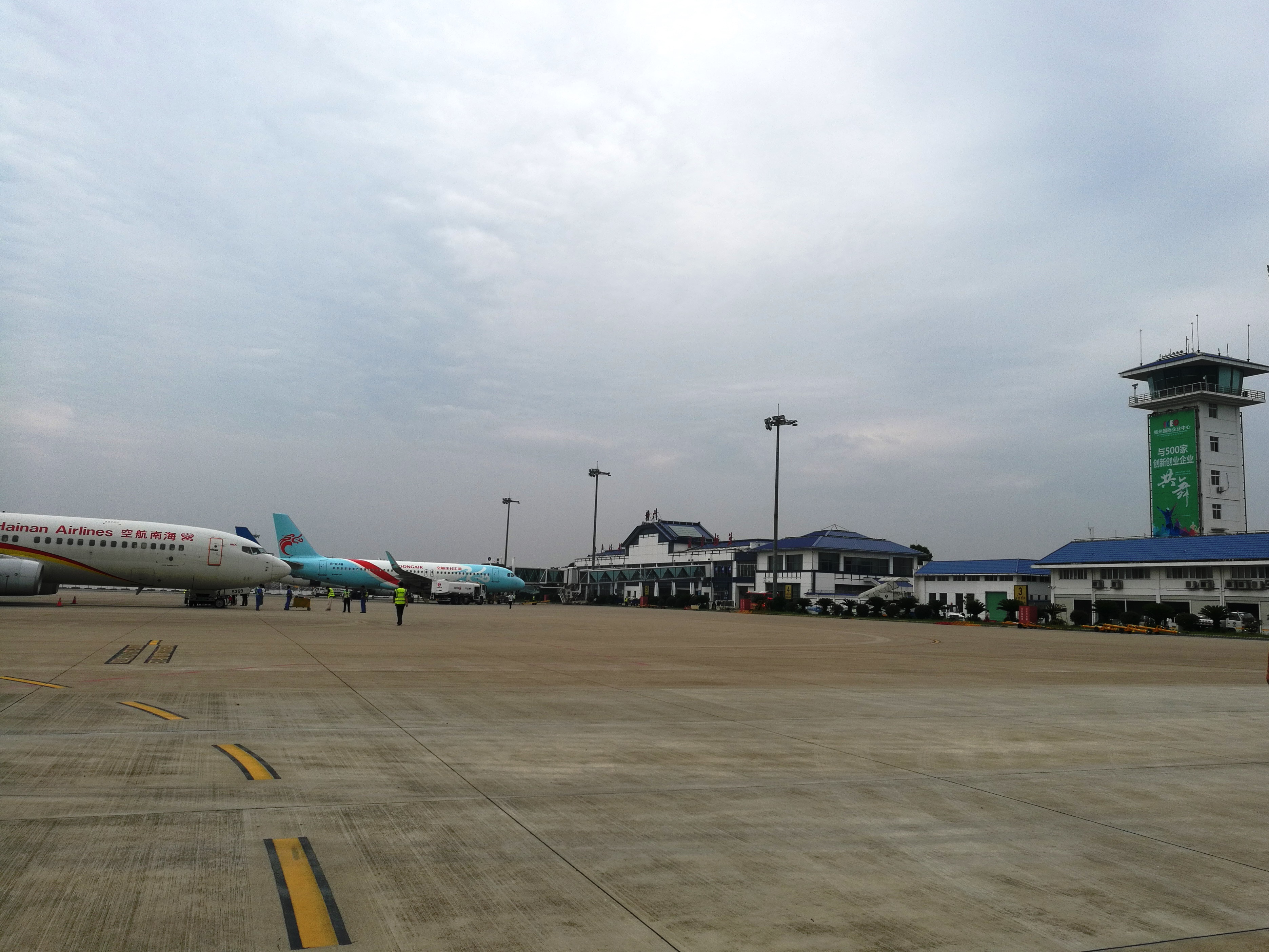
停机坪

新黄金机场位于南康区凤岗镇峨眉村，距赣州市中心16公里，占地面积2668亩，按4D级民用机场规划，暂按4C级民用支线机场标准建设，总投资为5.2亿元。于2008年3月26日正式通航。
2012年，赣州黄金机场年旅客吞吐量首次突破60万人次。全年完成旅客吞吐量601658人次，起降7041 架次，货邮吞吐量4566.7吨，同比分别增长16.81%、15.31%、54.91%。创1959年机场建站通航以来新纪录，意味着赣州机场安全保障和运输生产能力跨上了一个新的台阶。
2013年3月21日至22日，赣州市人民政府会同民航华东地区管理局组织召开赣州黄金机场总体规划评审会。专家组认为，提交审查的《赣州黄金机场总体规划》思路清楚，规划原则可行，基本符合民航局的规范规定，内容比较完整，达到了相关的编制深度，同意通过审查。根据该规划，赣州黄金机场将建设成中型机场，近期目标到2025年，年旅客吞吐量达200万人次；远期目标到2045年，年旅客吞吐量达500万人次。
2014年11月5日，江西省环保厅正式批复赣州黄金机场改扩建工程项目环境影响报告书。赣州黄金机场改扩建工程项目新增用地面积680亩，飞行区技术等级指标规划为4D，本期飞行区指标维持4C，在飞行区新建1条长1040米、宽23米的平行跑道的滑行道和1条长182.5米、宽23米的出口滑行道，新增9个站坪机位（7C2D），其中2个D机位用于预留机场飞行区等级升级停留D类飞机，此次为停留C类飞机，同时对飞行区排水、灯光工程及飞行区附属工程进行改造；在航站楼区新建T2航站楼22000平方米、1条T2航站楼高架桥、空调主机房800平方米和停车场28000平方米，改造T1航站楼为国际航站楼；在货运区新建货运仓库2500平方米；新建行政办公楼4000平方米、职工值勤用房4000平方米、特种车库800平方米和1座加油站，改造机场现有办公综合楼为空管用房和特种车库，改造现有职工生活用房为安检用房，扩建油库区；配套改扩建变电站、供水站、污水处理站和垃圾转运站等公用、环保设施。既有T1航站樓將會改造為國際航站樓。
2019年9月29日，赣州黄金机场T2航站楼于零时起正式启用，届时国内出发和到达的旅客由T2航站楼进出港。原航站楼（T1航站楼）转入国际候机楼进行升级改造。

## 航空公司與航点
2025年夏秋航季（3月30日至10月25日），开通运营航线28条，通航城市30个。

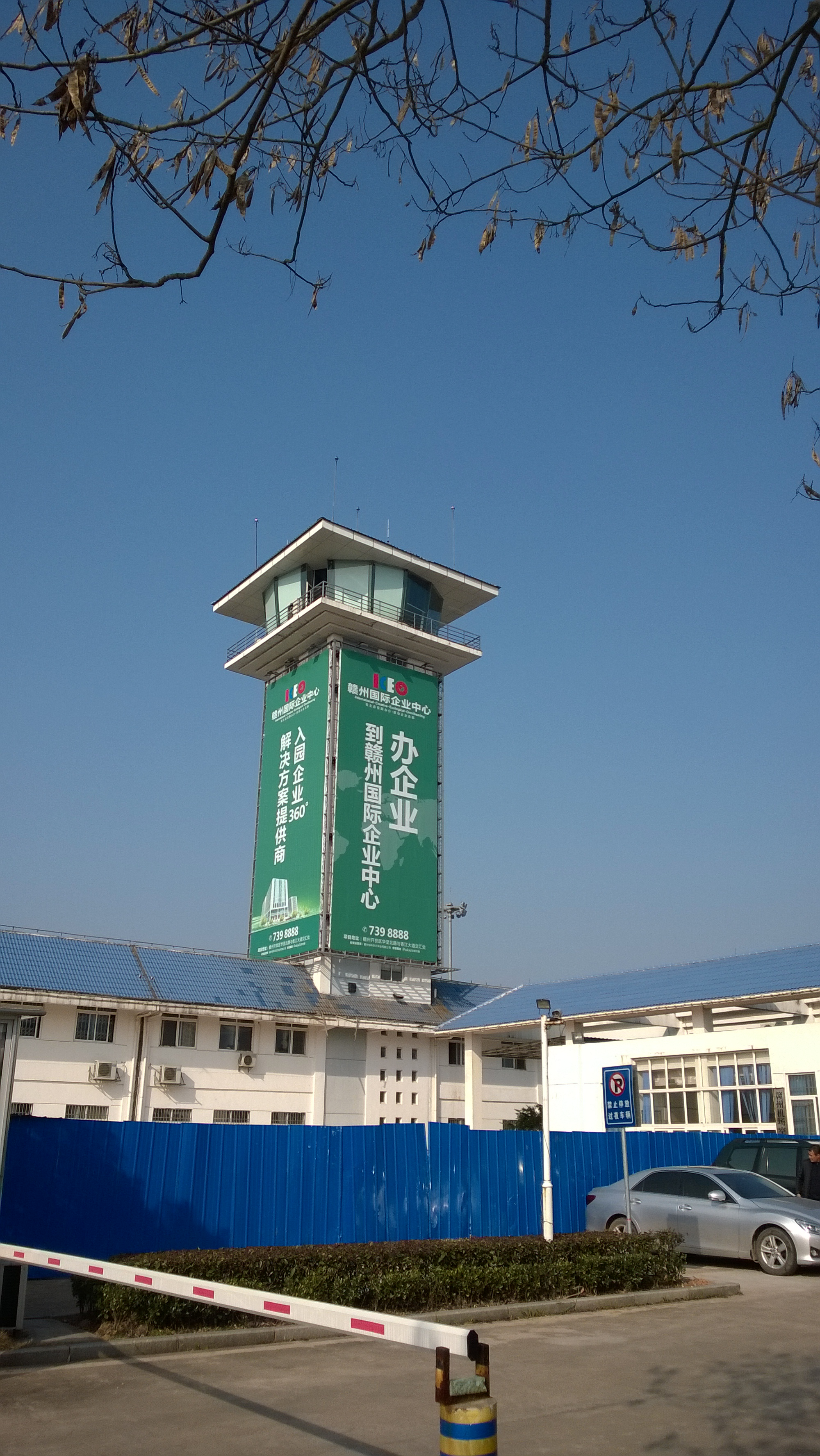
控制塔

| 航空公司     | 目的地                                                |
| ------------ | ----------------------------------------------------- |
| 中国国际航空 | 北京/首都                                             |
| 中国东方航空 | 上海/虹桥、上海/浦东、合肥、湛江、北海、青岛          |
| 北部湾航空   | 青岛、大连、南宁                                      |
| 中国南方航空 | 北京/大兴                                             |
| 西部航空     | 重庆、天津、郑州、三亚                                |
| 四川航空     | 成都/天府                                             |
| 祥鹏航空     | 海口、杭州、南京、濟南、成都/天府、昆明、丽江、哈尔滨 |
| 天津航空     | 乌鲁木齐、兰州、珠海、西安                            |
| 华夏航空     | 珠海、芜湖、舟山、徐州                                |
| 長龍航空     | 寧波、贵阳                                            |

## 外部連結
- 赣州黄金机场官方网站 （页面存档备份，存于） （简体中文）
- 中国民航网 - 赣州黄金机场通航60周年：新征程遥望百年再起航 （页面存档备份，存于）